# Canon EOS 10D

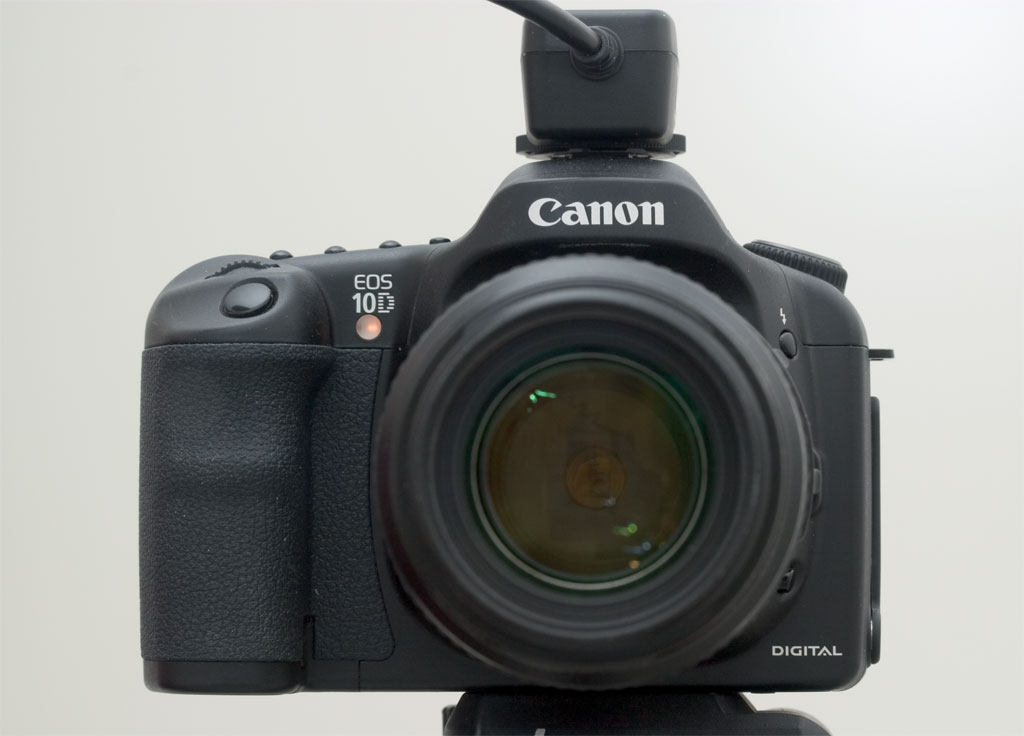
EOS 10D

Canon EOS 10D – lustrzanka cyfrowa, produkowana przez japońską firmę Canon, będąca następczynią Canon EOS D60 z tego samego cyklu EOS. Jej premiera miała miejsce 27 lutego 2003. Posiada matrycę CMOS o rozdzielczości 6,3 megapikseli. Obsługuje obiektywy typu EF i tak jak poprzednik wykorzystuje matrycę typu APS-C.